# Liang K'ai (cràter)
Liang K'ai és un cràter d'impacte en el planeta Mercuri de 145 km de diàmetre. Porta el nom del pintor xinès Liang Kai (c. 1140-1210), i el seu nom va ser aprovat per la Unió Astronòmica Internacional el 1979.